# Wubbo Johannes Ockels

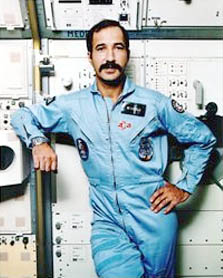
Wubbo J. Ockels

Wubbo Johannes Ockels dr. (Almelo, 1946. március 28. – Amszterdam, 2014. május 18.) nukleáris fizikus, az első holland űrhajós.

## Életpálya
1973-ban a Nuclear Physics Accelerator Intézet (KVI), Groningeni Egyetem keretei között doktorált. 1973–1978 között az intézet kutató munkatársa, 1978-tól professzora. Fontos szerepet játszott a számítógép szoftver gyorsaságának (töltött részecskék, mint detektorok) fejlesztésében. Tagja az Amerikai Fizikai Társaságnak és az Európai Fizikai Társulatnak.
A Európai Űrügynökség (ESA) kiválasztása alapján 1978. május 18-tól a Lyndon B. Johnson Űrközpontban részesült űrhajóskiképzésben. Egy űrszolgálata alatt összesen 7 nap 44 percet (több mint 168 órát) töltött a világűrben. 1993-ban újabb megbízást kapott, de egy kisebb egészségügyi probléma miatt nem repülhetett. Űrhajós pályafutását 1994. április 11-én fejezte be. 1999-től 2003-ig az ESA Oktatási és Támogatási Hivatal vezetője, Noordwijkban.

## Holland űrhajósok
Az első holland Lodewijk van den Berg volt az STS–51–B fedélzetén, Hollandiában született, de űrhajósként amerikai állampolgárként végezte küldetését. A második holland űrhajós – aki holland állampolgárként viszont az első volt – dr. Wubbo Johannes Ockels volt, a harmadik holland űrhajós, André Kuipers a Nemzetközi Űrállomás (ISS) fedélzetén teljesített hosszú távú szolgálatot.

## Űrrepülések
STS–61–A, a Challenger űrrepülőgép 9. repülésének kutatás specialistája. Az első olyan Space Shuttle küldetés volt, melyet egy másik ország, Nyugat-Németország támogatott és irányított. Az űrrepülőgép negyedik alkalommal szállította a világűrbe a Spacelab mikrogravitációs laboratóriumot, melyben a legénység 75 tudományos kísérletet hajtott végre. Első űrszolgálata alatt összesen 7 nap 44 percet 51 másodpercet (több mint 168 órát) töltött a világűrben. Összesen 4 682 148 kilométert repült, 112 alkalommal kerülte meg a Földet.

### Tartalék személyzet
STS–9, a Columbia űrrepülőgép 6. repülésének kutatás specialistája, létszámkorlátok miatt később repülhetett.

## Emlékezete
- Egy kisbolygó, a 9496 Ockels névadója, ami a Mars és a Jupiter közötti térben kering.